# Doug Gilmour
Pour les articles homonymes, voir Gilmour.
 (février 2019).
Si vous disposez d'ouvrages ou d'articles de référence ou si vous connaissez des sites web de qualité traitant du thème abordé ici, merci de compléter l'article en donnant les références utiles à sa vérifiabilité et en les liant à la section « Notes et références ».
Temple de la renommée : 2011
Douglas Robert Gilmour (né le 25 juin 1963 à Kingston, Ontario au Canada) est un joueur de hockey sur glace professionnel ayant évolué dans la Ligue nationale de hockey.

## Carrière
Après une brillante carrière junior avec les Royals de Cornwall de la Ligue de hockey de l'Ontario, Gilmour commence sa carrière professionnelle avec les Blues de Saint-Louis en 1983. Il est repêché lors de la 7e ronde, en 134e position du repêchage d'entrée dans la LNH 1982. Au cours des séries éliminatoires de la saison 1985-1986, il mène la ligue au chapitre des buts en série éliminatoire bien que son équipe ne dispute pas la finale. Il est un des 4 joueurs à avoir réussi ce fait marquant, les autres étant Phil Esposito en 1969, Peter Forsberg en 1999 et Michael Cammalleri en 2010
Gilmour est précipitamment échangé aux Flames de Calgary à l'issue de la saison 1987-1988, après des allégations d'inconvenance avec la baby sitter de ses enfants qui avait 14 ans. Avec Calgary, Gilmour gagne la coupe Stanley en 1989. Avant le match décisif numéro 6, il serre les mains et embrasse le commentateur de Hockey Night in Canada Don Cherry (hockey sur glace) pour avoir de la chance, Cherry appelait affectueusement son joueur préféré « Dougie »[réf. nécessaire]. Gilmour mena les Flames en séries éliminatoires au chapitre des buts et inscrit le but de la victoire finale contre les Canadiens de Montréal.
En février 1992, Gilmour est échangé aux Maple Leafs de Toronto où l'on désire faire revivre une franchise moribonde.
Les fans de Toronto n'attendent pas longtemps pour bénéficier de l'acquisition de Gilmour, il inscrit un nouveau record de franchise avec 127 points au cours de la saison 1992-1993. En séries éliminatoires, il joue un rôle clé au sein des Maple Leafs lors des victoires sur les Red Wings de Détroit et des Blues de Saint-Louis, toutes deux en 7 matchs. Gilmour finit les séries avec 35 points, devancé uniquement par Wayne Gretzky. Gilmour est nommé pour l'obtention du trophée Hart et gagne le trophée Frank-J.-Selke, le plus grand trophée gagné par un joueur des Maple Leafs depuis 1967.
Un des buts les plus mémorables de Gilmour est marqué lors de la deuxième ronde des séries éliminatoires de 1993 contre les Blues de Saint-Louis, dans la deuxième prolongation : il patine de long en large devant le filet adverse de nombreuses fois avant de finir par glisser la rondelle derrière Curtis Joseph. Les Maple Leafs pensent continuer loin dans les séries mais sont finalement éliminés au tour suivant par Wayne Gretzky et les Kings de Los Angeles alors que Toronto menait la finale de conférence Clarence-Campbell contre Los Angeles 3-2. Pourtant, pendant les prolongations du 6e match de la série, Gretzky n'est pas sanctionné pour un bâton élevé aux dépens de Gilmour et marqua le but évitant l'élimination de son équipe. Pendant le match 7 au Maple Leaf Gardens, les Leafs sont menés 5-3 après que Gretzky a accompli un tour du chapeau. L'équipe de Gilmour marque un autre but mais ne réussit pas à égaliser et est éliminée.
Gilmour finit la saison 1993-1994 au 4e rang des pointeurs, un point derrière Adam Oates. Il participe à son deuxième Match des étoiles consécutif et est finaliste pour le trophée Frank-J.-Selke. Pendant les séries éliminatoires, il mène les Maple Leafs à la finale d'association de l'Est (anciennement association Prince de Galles) mais ils sont battus par les Canucks de Vancouver en cinq matchs.
Quand les Maple Leafs échangent leur capitaine et joueur préféré des supporters Wendel Clark aux Nordiques de Québec en 1994, Gilmour est nommée capitaine.
Fletcher échange Gilmour aux Devils du New Jersey en 1997. À l'été 1998 Gilmour signe comme agent libre avec les Blackhawks de Chicago. Chicago est la dernière équipe à affronter Toronto au Maple Leaf Gardens. Gilmour réussit à marquer pendant ce match et, au cours de la cérémonie de clôture, il reçoit une ovation debout des fans de Toronto.
Au printemps 2000, Gilmour est échangé aux Sabres de Buffalo. Il a immédiatement un impact positif dans l'équipe, finaliste de la coupe Stanley les saisons précédentes, les aidant à accéder aux séries éliminatoires. Mais, à cause d'une gastro-entérite, il ne peut prendre part aux matchs des séries éliminatoires. Au cours de la saison 2000-2001 les blessures limitent Gilmour pendant la saison régulière mais il connait des séries éliminatoires fortes quand les Sabres battent les Flyers de Philadelphie en première ronde avant d'être éliminés en 2e ronde par les Penguins de Pittsburgh.
Gilmour, un grand voyageur de la LNH, signe un contrat en 2001 avec les Canadiens de Montréal, où il occupe le rôle d'un leader. Il connaît de bonnes séries éliminatoires mais les Canadiens sont éliminés par les Hurricanes de la Caroline au deuxième tour. Il se fait remarquer en adressant un message aux fans des Habs en leur disant de ne pas huer l'hymne américain.
Au cours de la saison 2002-2003, les rumeurs à propos de la retraite de Gilmour enflant considérablement, la date limite des transferts de la LNH connaît une bonne nouvelle pour les fans de Toronto : les Canadiens l'échangent pour qu'il puisse finir sa carrière à Toronto. Mais, blessé au genou lors de son premier match le 13 mars contre les Flames de Calgary, il ne revient jamais au jeu. Il annonce officiellement sa retraite le 8 septembre 2003 après que John Ferguson Jr. refuse de lui signer un nouveau contrat.
Gilmour termine sa carrière avec 450 buts et 964 aides en 1474 parties en LNH.

## Statistiques
| Saison     | Équipe                   | Ligue      |       | Saison régulière | Saison régulière | Saison régulière | Saison régulière | Saison régulière |    | Séries éliminatoires | Séries éliminatoires | Séries éliminatoires | Séries éliminatoires | Séries éliminatoires |
| Saison     | Équipe                   | Ligue      | PJ    | B                | A                | Pts              | Pun              | PJ               | B  | A                    | Pts                  | Pun                  |                      |                      |
| 1978-1979  | Légionnaires de Kingston | Ontario    |       |                  |                  |                  |                  |                  |    |                      |                      |                      |                      |                      |
| 1979-1980  | Voyageurs de Kingston    | OHA-B      | 15    | 2                | 5                | 7                | 26               |                  |    |                      |                      |                      |                      |                      |
| 1979-1980  | Bobcats de Belleville    | OHA-B      | 25    | 9                | 14               | 23               | 18               |                  |    |                      |                      |                      |                      |                      |
| 1980-1981  | Royals de Cornwall       | LHJMQ      | 51    | 12               | 23               | 35               | 35               | 19               | 8  | 13                   | 21                   | 6                    |                      |                      |
| 1981-1982  | Royals de Cornwall       | LHO        | 67    | 46               | 73               | 119              | 42               | 5                | 6  | 9                    | 15                   | 2                    |                      |                      |
| 1982-1983  | Royals de Cornwall       | LHO        | 68    | 70               | 107              | 177              | 62               | 8                | 8  | 10                   | 18                   | 16                   |                      |                      |
| 1983-1984  | Blues de Saint-Louis     | LNH        | 80    | 25               | 28               | 53               | 57               | 11               | 2  | 9                    | 11                   | 10                   |                      |                      |
| 1984-1985  | Blues de Saint-Louis     | LNH        | 78    | 21               | 36               | 57               | 49               | 3                | 1  | 1                    | 2                    | 2                    |                      |                      |
| 1985-1986  | Blues de Saint-Louis     | LNH        | 74    | 25               | 28               | 53               | 41               | 19               | 9  | 12                   | 21                   | 25                   |                      |                      |
| 1986-1987  | Blues de Saint-Louis     | LNH        | 80    | 42               | 63               | 105              | 58               | 6                | 2  | 2                    | 4                    | 16                   |                      |                      |
| 1987-1988  | Blues de Saint-Louis     | LNH        | 72    | 36               | 50               | 86               | 59               | 10               | 3  | 14                   | 17                   | 18                   |                      |                      |
| 1988-1989  | Flames de Calgary        | LNH        | 72    | 26               | 59               | 85               | 44               | 22               | 11 | 11                   | 22                   | 20                   |                      |                      |
| 1989-1990  | Flames de Calgary        | LNH        | 78    | 24               | 67               | 91               | 54               | 6                | 3  | 1                    | 4                    | 8                    |                      |                      |
| 1990-1991  | Flames de Calgary        | LNH        | 78    | 20               | 61               | 81               | 144              | 7                | 1  | 1                    | 2                    | 0                    |                      |                      |
| 1991-1992  | Flames de Calgary        | LNH        | 38    | 11               | 27               | 38               | 46               |                  |    |                      |                      |                      |                      |                      |
| 1991-1992  | Maple Leafs de Toronto   | LNH        | 40    | 15               | 34               | 49               | 32               |                  |    |                      |                      |                      |                      |                      |
| 1992-1993  | Maple Leafs de Toronto   | LNH        | 83    | 32               | 95               | 127              | 100              | 21               | 10 | 25                   | 35                   | 30                   |                      |                      |
| 1993-1994  | Maple Leafs de Toronto   | LNH        | 83    | 27               | 84               | 111              | 105              | 18               | 6  | 22                   | 28                   | 42                   |                      |                      |
| 1994-1995  | SC Rapperswil-Jona       | LNA        | 9     | 2                | 13               | 15               | 16               |                  |    |                      |                      |                      |                      |                      |
| 1994-1995  | Maple Leafs de Toronto   | LNH        | 44    | 10               | 23               | 33               | 26               | 7                | 0  | 6                    | 6                    | 6                    |                      |                      |
| 1995-1996  | Maple Leafs de Toronto   | LNH        | 81    | 32               | 40               | 72               | 77               | 6                | 1  | 7                    | 8                    | 12                   |                      |                      |
| 1996-1997  | Maple Leafs de Toronto   | LNH        | 61    | 15               | 45               | 60               | 46               |                  |    |                      |                      |                      |                      |                      |
| 1996-1997  | Devils du New Jersey     | LNH        | 20    | 7                | 15               | 22               | 22               | 10               | 0  | 4                    | 4                    | 14                   |                      |                      |
| 1997-1998  | Devils du New Jersey     | LNH        | 63    | 13               | 40               | 53               | 68               | 6                | 5  | 2                    | 7                    | 4                    |                      |                      |
| 1998-1999  | Blackhawks de Chicago    | LNH        | 72    | 16               | 40               | 56               | 56               |                  |    |                      |                      |                      |                      |                      |
| 1999-2000  | Blackhawks de Chicago    | LNH        | 63    | 22               | 34               | 56               | 51               |                  |    |                      |                      |                      |                      |                      |
| 1999-2000  | Sabres de Buffalo        | LNH        | 11    | 3                | 14               | 17               | 12               | 5                | 0  | 1                    | 1                    | 0                    |                      |                      |
| 2000-2001  | Sabres de Buffalo        | LNH        | 71    | 7                | 31               | 38               | 70               | 13               | 2  | 4                    | 6                    | 12                   |                      |                      |
| 2001-2002  | Canadiens de Montréal    | LNH        | 70    | 10               | 31               | 41               | 48               | 12               | 4  | 6                    | 10                   | 16                   |                      |                      |
| 2002-2003  | Canadiens de Montréal    | LNH        | 61    | 11               | 19               | 30               | 36               |                  |    |                      |                      |                      |                      |                      |
| 2002-2003  | Maple Leafs de Toronto   | LNH        | 1     | 0                | 0                | 0                | 0                |                  |    |                      |                      |                      |                      |                      |
| Totaux LNH | Totaux LNH               | Totaux LNH | 1 474 | 450              | 964              | 1 414            | 1 301            | 182              | 60 | 128                  | 188                  | 235                  |                      |                      |

## Récompenses
- 1993-1994 : LNH - match des étoiles
- 1992-1993 : LNH - trophée Frank-J.-Selke
- 1992-1993 : LNH - match des étoiles
- 1988-1989 : LNH - vainqueur de la coupe Stanley avec les Flames de Calgary
- 1982-1983 : LHO - trophée Red-Tilson
- 1982-1983 : LHO - trophée Eddie-Powers

## Records
- 1992-1993 : LNH - plus grand nombre de point en une saison (127), record de Toronto
- 1992-1993 : LNH - plus grand nombre d'aides en une saison (95), record de Toronto
- 1992-1993 : LNH - plus grand nombre d'aides en un match (6), record de Toronto
- 1988-1989 : LNH - deux plus rapides buts en infériorité numérique (marqués en 4 secondes), record LNH